# 鶴川正也
鶴川 正也（つるかわ まさや、2002年6月2日 - ）は、熊本県熊本市出身の陸上競技選手。専門は長距離走。熊本市立託麻中学校、九州学院高等学校卒業、青山学院大学総合文化政策学部総合文化政策学科卒業。現在はGMOインターネットグループに所属している。

## 経歴

### 高校時代まで
- 熊本市立託麻中学校を卒業後、九州学院高等学校に進学し、本格的に陸上を始めた。
- 当高校1年時、第73回国民体育大会の少年男子B3000mで優勝、第3回アジアユース陸上競技選手権の3000mで4位を獲得。
- 全国高等学校駅伝競走大会には3年連続出走し、当高校3年生時の第71回大会では1区に出走し、区間賞を獲得。

### 大学時代
- 高校卒業後の2021年4月に青山学院大学へ入学し、青山学院大学陸上競技部・男子長距離ブロックに所属。

- 当大学3年時、2023年10月9日の第35回出雲駅伝で6区に出走し、区間7位を獲得。大学三大駅伝デビューを果たす。

- 当大学4年時、2024年5月の第103回関東インカレの5000mで優勝、同年6月の第108回日本陸上競技選手権大会の5000mで日本人学生歴代最高記録の13分18秒51を樹立し、4位入賞を果たした。
- 同年10月14日の第36回出雲駅伝では1区に出走し、区間賞を獲得。同年11月3日の第56回全日本大学駅伝では2区に出走し、区間賞を獲得。

- 2025年1月2日開催の第101回箱根駅伝・往路では3区に出走。2区・黒田朝日から3位で襷を受け、区間4位だった。

## 戦績

### 大学駅伝戦績
| 学年（年度）       | 出雲駅伝                    | 全日本大学駅伝             | 箱根駅伝                          |
| ------------------ | --------------------------- | -------------------------- | --------------------------------- |
| 1年生 （2021年度） | 第33回 ― - ― 出走なし       | 第53回 ― - ― 出走なし      | 第98回 ― - ― 出走なし             |
| 2年生 （2022年度） | 第34回 ― - ― 出走なし       | 第54回 ― - ― 出走なし      | 第99回 ― - ― 出走なし             |
| 3年生 （2023年度） | 第35回 6区-区間7位 30分24秒 | 第55回 ― - ― 出走なし      | 第100回 ― - ― 出走なし            |
| 4年生 （2024年度） | 第36回 1区-区間賞 23分40秒  | 第56回 2区-区間賞 31分04秒 | 第101回 3区-区間4位 1時間01分51秒 |

## 自己記録
- 5000m - 13分17秒64（2025年4月12日、第33回金栗記念選抜中・長距離熊本大会）
- 10000m - 27分43秒33（2024年11月23日、GMOインターネットグループpresents MARCH対抗戦2024 第4組）
- ハーフマラソン - 1時間02分44秒（2022年1月9日、第22回ハイテクハーフマラソン）